# Bowers Gifford
Pour les articles homonymes, voir Bowers.
Bowers Gifford est un village de l'Essex, en Angleterre. Il est situé dans le sud du comté, à l'est de la ville de Basildon. Administrativement, il forme avec le village voisin de North Benfleet la paroisse civile de Bowers Gifford and North Benfleet, qui appartient au borough de Basildon.

## Toponymie
Le nom du village est attesté pour la première fois en 1065 sous la forme Bura, qui devient Bure dans le Domesday Book (compilé en 1086). Il dérive de la forme plurielle du substantif būr, qui signifie « chaumière » ou « demeure » en vieil anglais. L'élément Gifford est ajoute ultérieurement en référence à la famille Giffard, qui détient le manoir à partir du XIIIe siècle ; la forme Buresgiffard est attestée en 1315.

## Histoire
Au Moyen Âge, Bowers Gifford fait partie du hundred de Barstable (en). Il est rattaché au district rural de Billericay (en) de 1894 à 1934, puis au district urbain de Basingdon (en).
L'ancienne paroisse de Bowers Gifford est abolie le 1er janvier 1937 et le village est intégré à la nouvelle paroisse civile de Billericay. Le 1er avril 1974, la paroisse civile de Billericay est à son tour abolie et devient une zone sans paroisse (en) au sein du district non métropolitain de Basildon. Cette situation prend fin le 1er avril 2010 avec la création de la paroisse civile de Bowers Gifford and North Benfleet.

## Démographie
| 1801 | 1811 | 1821 | 1831 | 1841 | 1851 |
| ---- | ---- | ---- | ---- | ---- | ---- |
| 156  | 174  | 221  | 231  | 249  | 230  |

| 1881 | 1891 | 1901 | 1911 | 1921 | 1931 |
| ---- | ---- | ---- | ---- | ---- | ---- |
| 197  | 183  | 238  | 222  | 322  | 468  |

## Culture locale et patrimoine

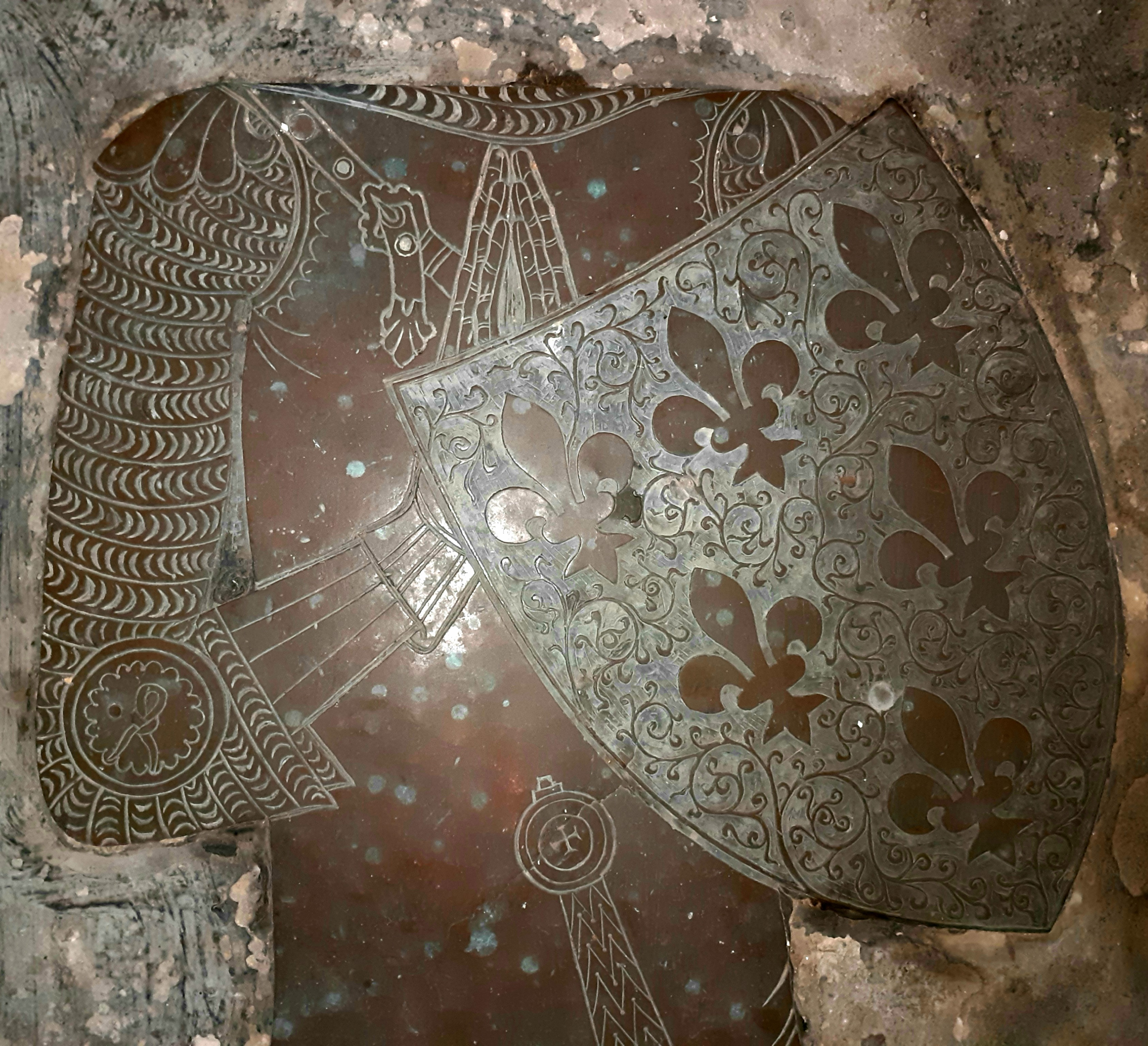
L'effigie de John Giffard dans l'église de Bowers Gifford.

L'église paroissiale de Bowers Gifford est dédiée à Marguerite d'Antioche. Elle remonte au XIVe siècle, avec des ajouts au XVIe siècle. Elle abrite notamment une effigie en laiton du chevalier John Giffard, mort en 1348. Restauré en 1910, le bâtiment est protégé en tant que monument classé de grade II* depuis 1955.